# Bivacco Valerio Festa
Il bivacco Valerio Festa è un bivacco situato nel comune di Edolo (BS), in val Gallinera, nelle Alpi Retiche meridionali, a 2320 m s.l.m. Il bivacco è intitolato a Valerio Festa alpinista edolese morto in un'ascensione sul Castelletto del Brenta, il 12 ottobre 1971. 

## Caratteristiche
Il bivacco si trova al termine della val Gallinera, a poca distanza dal passo di Gallinera, che divide la stessa valle dalla val Paghera. È posto quasi all'estremità di una balza rocciosa a strapiombo sulla Val Gallinera. Nelle vicinanze non è presente alcuna sorgente d'acqua.

## Accessi
- Partendo dal lago Aviolo (rifugio Sandro Occhi, 1.920 m) seguendo il segnavia n.1 (alta via dell'Adamello), in alcuni punti è presente ancora la numerazione precedente (segnavia n.21). Il tempo di percorrenza è di circa un'ora e mezza di cammino.
- Partendo dalla frazione Rino di Sonico, attraversando la val Rabbia e la val Gallinera.
- Partendo dall'abitato di Edolo; in questo caso sono necessarie più di 4 ore di cammino.

## Traversate
- Alta via dell'Adamello